# Parodia linkii
Parodia linkii là một loài thực vật có hoa trong họ Cactaceae. Loài này được (Lehm.) R. Kiesling mô tả khoa học đầu tiên năm 1995.